# Arroyo San Isidro
Arroyo San Isidro är en ort i Mexiko.   Den ligger i kommunen Santiago Tuxtla och delstaten Veracruz, i den sydöstra delen av landet, 400 km öster om huvudstaden Mexico City. Arroyo San Isidro ligger 50 meter över havet och antalet invånare är 1 032.
Terrängen runt Arroyo San Isidro är platt västerut, men österut är den kuperad. Terrängen runt Arroyo San Isidro sluttar västerut. Runt Arroyo San Isidro är det ganska tätbefolkat, med 70 invånare per kvadratkilometer. Närmaste större samhälle är Santiago Tuxtla, 12,1 km öster om Arroyo San Isidro. Omgivningarna runt Arroyo San Isidro är en mosaik av jordbruksmark och naturlig växtlighet.